# Podmorska planina
Podmorska planina je veliki kopneni geološki oblik koji se uzdiže s okeanskog dna, ali ne dopire do vodene površine (nivoa mora), i samim tim nije ostrvo, hrid ili litica. Podmorske planine se obično formiraju od izumrlih vulkana koji se naglo uzdižu i obično se nalaze uzdignuti sa morskog dna do visine od 1.000—4.000 m (3.300—13.100 ft). Njih okeanografi definišu kao nezavisne karakteristike koje se uzdižu do najmanje 1.000 m (3.281 ft) iznad morskog dna, karakterističnog koničnog oblika. Vrhovi se često nalaze stotinama do hiljadama metara ispod površine, te se stoga smatra da su unutar dubokog mora. Tokom njihove evolucije u geološkom vremenskom rasponu, najveće podmorske planine mogu doseći morsku površinu, gde dejstvom talasa dolazi do erozije vrha i formiranja ravne površine. Nakon što se slegnu i potonu ispod morske površine, takve se podmorske planine ravnih vrhova nazivaju „gijoti”" ili „stone planine”.
Zemljini okeani sadrže više od 14.500 identifikovanih podmorskih planina, od kojih je mapirano 9.951 podvodnih planina i 283 gijota, ukupne površine 8.796.150 km2 (3.396.210 sq mi), ali samo nekoliko njih su naučnici detaljno proučili. Podmorske planine i gijoti su najbrojniji u Severnom Tihom okeanu, i slede karakterističan evolutivni obrazac erupcije, nakupljanja, slezanja i erozije. Poslednjih godina primećeno je nekoliko aktivnih podmorskih planina, na primer Loihi na Havajskim ostrvima.
Zbog svog obilja, podmorske planine su jedan od najčešćih morskih ekosistema na svetu. Interakcije između podmorskih planina i podvodnih struja, kao i njihov izdignut položaj u vodi, privlače plankton, korale, ribe i morske sisare. Njihov agregacioni efekat zapazila je privredna ribolovna industrija, a mnoge podmorske planine podržavaju ekstenzivni ribolov. Postoji dugoročna zabrinutost zbog negativnog uticaja ribolova na ekosisteme podmorskih planina, i dobro su dokumentovani slučajevi opadanja zaliha, na primer riblje vrste Hoplostethus atlanticus. Oko 95% ekološke štete nanosi se povlačenjem mreža po dnu, čime se čitavi ekosistemi uklanjaju sa podmorskih planina.
Zbog njihovog velikog broja, mnogi regioni podzemnih planina još uvek nisu adekvatno proučeni, a znatan broj njih nije ni mapiran. Batimetrija i satelitska altimetrija su dve vodeće tehnologije koje se primenjuju na prikupljanju nedosajućih informacija. Bilo je slučajeva da su mornarička plovila udarila u neobeležene podmorske planine; na primer, Mirfildova podmorska planina je nazvana po brodu koji je udario u nju 1973. godine. Međutim, najveća opasnost od podmorskih planina su urušavanja bočnih delova; kako stare, ekstruzije koje zadiru u podmorske planine vrše pritisak na njihove bočne delove, izazivajući klizišta koja mogu stvoriti masivne cunamije.

## Geografija
Morske planine se mogu naći u svakom okeanskom basenu na svetu, i izuzetno su široko distribuirane u pogledu veličina i starosti. Podmorska planina je tehnički definisana kao izolovani uspon na elevaciji od 1.000 m (3.281 ft) ili više od okolnog morskog dna, i sa ograničenom površinom vrha, konusnog oblika. Postoji više od 14.500 podmorskih planina. Pored podmorskih planina, u svetskim okeanima postoji više od 80.000 malih brežuljaka, grebena i brda ispod 1.000 m visine
Većina podmorskih planina je vulkanskog porekla i stoga se obično nalaze na okeanskoj kori blizu srednjeokeanskih grebena, plaštnih perjanica i ostrvskih lukova. Sveukupno, pokrivenost podmorskim planinama i gujotima je najveća kao proporcija površine morskog dna u severnom Tihom okeanu, gde sačinjava 4,39% tog okeanskog regiona. Arktički okean ima samo 16 podvodnih planina i nema gujota, a Sredozemno i Crno more zajedno imaju samo 23 podmorske planine i 2 gjota. Total od 9.951 podmorskih planina, koje su mapirane, pokriva površinu od 8.088.550 km2 (3.123.010 sq mi). Podmorske planine imaju prosečnu površinu od 790 km2 (310 sq mi), sa najmanjim podmorskim planinama u Arktičkom okeanu i Sredozemnom i Crnom moru, dok se najveća srednja veličina podmorskih planina javlja u Indijskom okeanu od 890 km2 (340 sq mi). Najveća podmorska planina ima površinu od 15.500 km2 (6.000 sq mi) i nalazi se u severnom Pacifiku. Gujoti pokrivaju ukupnu površinu od 707.600 km2 (273.200 sq mi) i imaju prosečnu površinu od 2.500 km2 (970 sq mi), što je dvostruko više od prosečne veličine podmorskih planina. Skoro 50% površine gujota i 42% broja gujota nalazi se u severnom Tihom okeanu, pokrivajući 342,070 km2 (132,074 sq mi). Najveća tri gujota nalaze se u severnom Pacifiku: Kuko gujot (procenjen na 24.600 km2 (9.500 sq mi)), Suiko gujot (procenjen na 20.220 km2 (7.810 sq mi)) i Palada gujot (procenjen na 13.680 km2 (5.280 sq mi)).

### Grupisanje
Morske planine se često nalaze u grupama ili potopljenim arhipelazima, klasičan primer su Carske pomorske planine, produžetak Havajskih ostrva. Nastale su pre nekoliko milionima godina vulkanizmom, i od tada su se spustile daleko ispod nivoa mora. Ovaj dugi lanac ostrva i podmorskih planina proteže se hiljadama kilometara severozapadno od ostrva Havaji.
Postoji više podmorskih planina u Tihom okeanu nego u Atlantiku, a njihova distribucija se može opisati kao da se sastoji od nekoliko izduženih lanaca podvodnih planina koji se naslanjaju na manje ili više nasumičnu pozadinu. Lanci podmorskih planina javljaju se u sva tri glavna okeanska sliva, pri čemu Pacifik ima najveći broj i najobimnije lance podvodnih planina. Ovo uključuje Havajske (Carske), Marijanske, Gilbertove, Tuomotu i Australske morske planine (i grupe ostrva) u severnom Pacifiku i grebene Luisvil i Sala i Gomez u južnom Tihom okeanu. U severnom Atlantskom okeanu, podmorske planine Nove Engleske protežu se od istočne obale Sjedinjenih Država do srednjeg okeanskog grebena. Krajg i Sandvel su primetili da se skupovi većih atlantskih podmorskih planina obično povezuju sa drugim dokazima aktivnosti žarišta, kao što su Valvisov greben, Vitorija-Trindejd greben, Bermudska ostrva i Zelenortska ostrva. Srednjoatlantski greben i grebeni koji se šire u Indijskom okeanu takođe su povezani sa obilskim podmorskim planinama. Inače, podvodne planine obično ne formiraju karakteristične lance u Indijskom i Južnom okeanu, već se čini da je njihova distribucija manje-više nasumična.
Izolovane podmorske planine i one bez jasnog vulkanskog porekla su manje uobičajene; primeri uključuju Bolons, Eratosten, Aksijal i Gorindž venac.
Kada bi se sve poznate morske planine sabrale u jednu oblast, one bi napravile reljef veličine Evrope. Njihova ukupna brojnost čini ih jednom od najčešćih i najmanje izučenih morskih struktura i bioma na Zemlji, svojevrsnom istraživačkom granicom.

## Literatura
- Keating, B.H., Fryer, P., Batiza, R., Boehlert, G.W. (Eds.), 1987: Seamounts, islands and atolls. Geophys. Monogr. 43:319–334.
- „Marine Geology of the Pacific”. Science. 146 (3643): 513. 1964. Bibcode:1964Sci...146..513M. doi:10.1126/science.146.3643.513.
- Clark, M. R.; Rowden, A. A.; Schlacher, T.; Williams, A.; Consalvey, M.; Stocks, K. I.; Rogers, A. D.; O'Hara, T. D.; White, M.; Shank, T. M.; Hall-Spencer, J. M. (2010). „The Ecology of Seamounts: Structure, Function, and Human Impacts”. Annual Review of Marine Science. 2: 253—278. Bibcode:2010ARMS....2..253C. PMID 21141665. doi:10.1146/annurev-marine-120308-081109. hdl:10026.1/1339 .
- Richer de Forges; J. Anthony Koslow; G. C. B. Poore (22. 6. 2000). „Diversity and endemism of the benthic seamount fauna in the southwest Pacific”. Nature. 405 (6789): 944—947. Bibcode:2000Natur.405..944R. PMID 10879534. doi:10.1038/35016066. Непознати параметар |name-list-style= игнорисан (помоћ)
- Koslow, J.A. (1997). „Seamounts and the ecology of deep-sea fisheries”. Am. Sci. 85 (2): 168—176. Bibcode:1997AmSci..85..168K.
- Lundsten, L; McClain, CR; Barry, JP; Cailliet, GM; Clague, DA; DeVogelaere, AP (2009). „Ichthyofauna on Three Seamounts off Southern and Central California, USA”. Marine Ecology Progress Series. 389: 223—232. Bibcode:2009MEPS..389..223L. doi:10.3354/meps08181 .
- Pitcher, T.J., Morato, T., Hart, P.J.B., Clark, M.R., Haggan, N. and Santos, R.S. (eds) . Pikitch, Ellen K. (2007). „Seamounts: Ecology, Fisheries and Conservation”. Fish and Aquatic Resources. Blackwell Science. ISBN 978-1-4051-3343-2.. Series 12, Blackwell, Oxford, UK. 527pp.
- „Plates vs. Plumes: A Geological Controversy”. Wiley-Blackwell. октобар 2010. Архивирано из оригинала 25. 11. 2017. г. Приступљено 25. 05. 2023.
- Boschi, L.; Becker, T.W.; Steinberger, B. (2007). „Mantle plumes: Dynamic models and seismic images” (PDF). Geochemistry, Geophysics, Geosystems. 8 (Q10006): Q10006. Bibcode:2007GGG.....810006B. ISSN 1525-2027. doi:10.1029/2007GC001733 . Архивирано из оригинала (PDF) 17. 04. 2020. г. Приступљено 25. 05. 2023.
- Clouard, Valérie; Gerbault, Muriel (2007). „Break-up spots: Could the Pacific open as a consequence of plate kinematics?” (PDF). Earth and Planetary Science Letters. 265 (1–2): 195. Bibcode:2008E&PSL.265..195C. doi:10.1016/j.epsl.2007.10.013. Архивирано из оригинала (PDF) 07. 12. 2022. г. Приступљено 25. 05. 2023.
- „Towards A Better Understanding Of Hot Spot Volcanism”. ScienceDaily. 4. 2. 2008.
- W. J. Morgan (5. 3. 1971). „Convection Plumes in the Lower Mantle”. Nature. 230 (5288): 42—43. Bibcode:1971Natur.230...42M. S2CID 4145715. doi:10.1038/230042a0.
- Foulger, G.R. (2010). Plates vs. Plumes: A Geological Controversy. Wiley-Blackwell. ISBN 978-1-4051-6148-0. Архивирано из оригинала 25. 11. 2017. г. Приступљено 25. 05. 2023.
- Wilson, J. Tuzo (1963). „A possible origin of the Hawaiian Islands” (PDF). Canadian Journal of Physics. 41 (6): 863—870. Bibcode:1963CaJPh..41..863W. doi:10.1139/p63-094.
- „Hotspots: Mantle thermal plumes”. United States Geological Survey. 5. 5. 1999. Приступљено 2008-05-15.
- Wright, Laura (новембар 2000). „Earth's interior: Raising hot spots”. Geotimes. American Geological Institute. Приступљено 15. 6. 2008.
- Donald Hyndman; David Hyndman (1 January 2016). Natural Hazards and Disasters. Cengage Learning. pp. 44–.  978-1-305-88818-0
- Wolfgang Frisch; Martin Meschede; Ronald C. Blakey (2 November 2010). Plate Tectonics: Continental Drift and Mountain Building. Springer Science & Business Media. pp. 87–.  978-3-540-76504-2
- Holbek, Peter (новембар 1983). „Report on Preliminary Geology and Geochemistry of the Ilga Claim Group” (PDF). Архивирано из оригинала (PDF) 12. 01. 2014. г. Приступљено 15. 6. 2008.
- Mainak Choudhuri; Michal Nemčok (22 August 2016). Mantle Plumes and Their Effects. Springer. pp. 18–.  978-3-319-44239-6
- Wei, Songqiao Shawn; Shearer, Peter M.; Lithgow-Bertelloni, Carolina; Stixrude, Lars; Tian, Dongdong (2020-11-20). „Oceanic plateau of the Hawaiian mantle plume head subducted to the uppermost lower mantle”. Science (на језику: енглески). 370 (6519): 983—987. Bibcode:2020Sci...370..983W. ISSN 0036-8075. PMID 33214281. S2CID 227059993. doi:10.1126/science.abd0312.
- Courtillot, V.; Davaillie, A.; Besse, J.; Stock, J. (2003). „Three distinct types of hotspots in the Earth's mantle”. Earth Planet. Sci. Lett. 205 (3–4): 295—308. Bibcode:2003E&PSL.205..295C. CiteSeerX 10.1.1.693.6042 . doi:10.1016/S0012-821X(02)01048-8.

## Spoljašnje veze
Geografija i geologija
Ekologija